# Fadak
Fadak (àrab: فدك, Fadak) fou un poble del Hijaz, prop de Khaybar a dos o tres dies de Medina (uns 50 km), avui part de l'Aràbia Saudita.
Khaybar era el centre d'un territori habitat per àrabs jueus, que s'havien enriquit amb el comerç i la producció de dàtils. El territori estava dividit en tres parts al-Natat, al-Shikk, i al-Katiba, cadascuna amb algunes fortaleses. Quan els musulmans van derrotar els jueus de Khaybar (629) a l'anomenada batalla de Khaybar, el llogaret de Falak fou part del botí personal de Mahoma.
A la seva mort el 632 Fadak fou objecte de litigi entre la seva germana Fàtima, a la que suposadament el Profeta li va llegar, i el califa Abu-Bakr as-Siddiq. Aquest se'n va apoderar i Fàtima li va reclamar, però no fou escoltada. Fàtima va morir al cap de sis mesos i en aquest temps va negar la paraula al califa. El seu marit Ali no va informar al califa del funeral.
El 634 fou elegit califa Umar I. Ali va reclamar l'herència de la seva dona però li fou altre cop refusada i Fadak va romandre com a propietat de l'estat, però altres propietats a Medina foren retornades a Abbas ibn Abd al-Muttalib i Ali com a representants del clan Banu Hashim de Mahoma.
Uthman ibn Affan va mantenir la decisió dels seus predecessors i no entregar Fadak als fills de Fàtima i Ali, Hasan ibn Ali i Hussayn ibn Alí. El seu pare Alí va pujar al califat el 656 i llavors va mantenir de facto la decisió dels anterior califes, ja que no va fer cap pas per retornar la propietat.
Tampoc Muàwiya I va retornar la propietat i la política fou continuada pels califes omeies fins Umar II (717) que la va retornar per un edicte. El successor Yazid III va anul·lar la decisió i els posteriors califes el van seguir i Fadak va romandre terreny públic.
Després de la victòria abbàssida el 750, el califa al-Mamun va retornar Fadak als descendents de Fàtima. La tradició diu que el califa al-Mutawàkkil (847-861) va recuperar Fadak, però el successor al-Múntassir va mantenir la decisió d'al-Mamun. Posteriorment els fets són desconeguts però és molt probable que Fadak retornés al califat.